# Phát hiện ra châu Mỹ

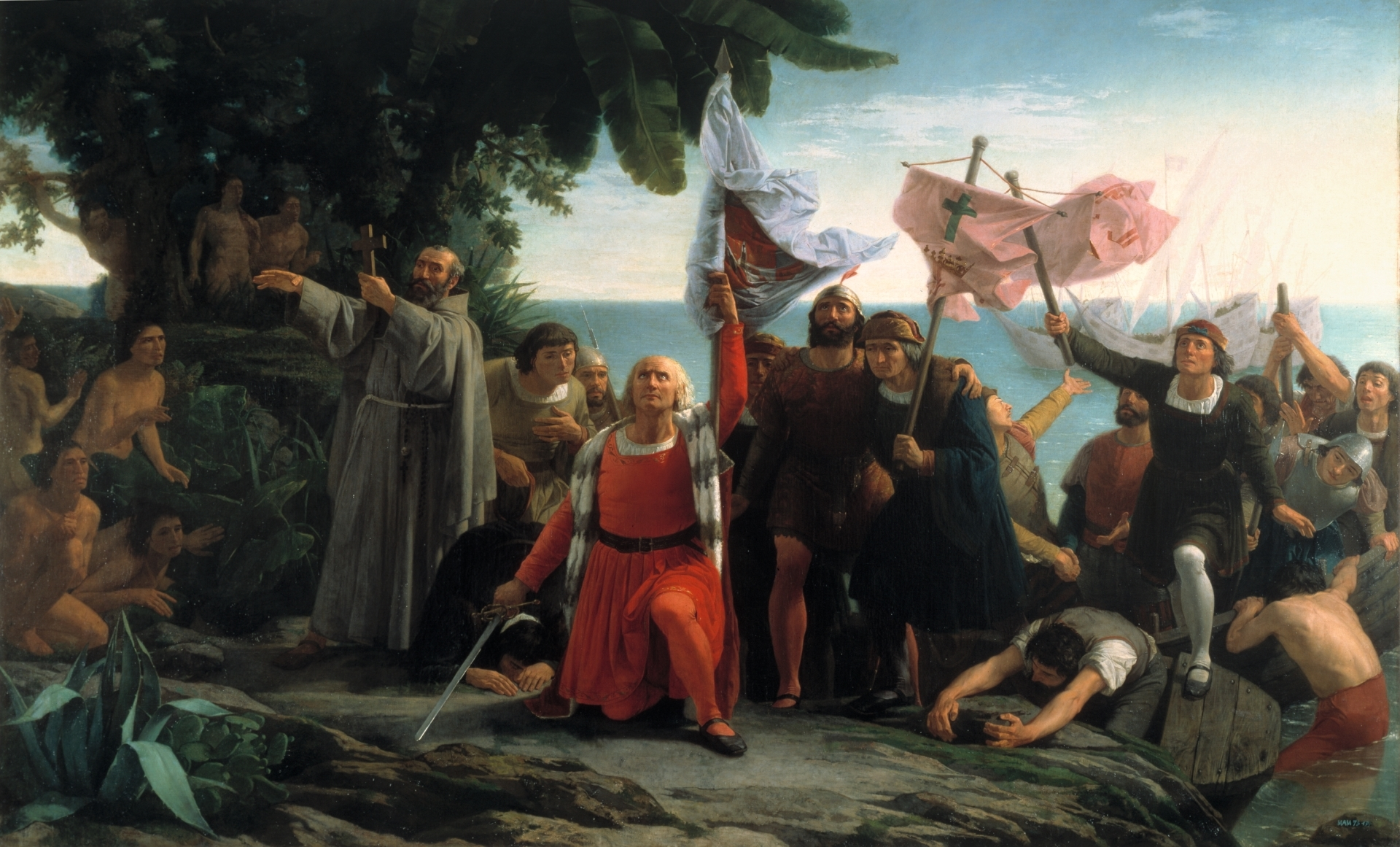
Một góc nhìn lãng mạn về thời khắc đoàn thám hiểm của Christopher Columbus đặt chân lên châu Mỹ (Dióscoro Puebla, 1862).

Phát hiện ra châu Mỹ là hội nghị lịch sử được đánh dấu bằng thời điểm đoàn thám hiểm do Christopher Columbus dẫn đầu đã đặt chân đến châu Mỹ vào ngày 12 tháng 10 năm 1492. Theo lệnh của vua Fernando và nữ vương Isabel xứ Castilla và Aragón, đoàn thám hiểm đã xuất phát từ cảng Palos xứ Andalucía 2 tháng 9 ngày trước đó. Sau khi vượt qua biển Đại Tây Dương, đoàn thám hiểm đã đặt chân đến một hòn đảo của lục địa châu Mỹ, đảo Guanahani thuộc quần đảo Bahamas, nhưng lại hiểu nhầm đó là Ấn Độ. Đây là một trong những sự kiện quan trọng nhất trong lịch sử nhân loại, là sự tiếp xúc giữa hai thế giới vốn phát triển tách biệt nhau kể từ buổi bình minh của loài người.
Nhiều năm sau các chuyến đi của Columbus, người châu Âu bắt đầu nhận ra rằng nơi này khác hoàn toàn với mảnh đất của họ; và không giống như trường hợp của Ấn Độ, đây là một lục địa hoàn toàn khác. Do đó, kể từ năm 1507, người ta đã gọi tên lục địa này là America. Trong những thế kỷ tiếp sau đó, Tây Ban Nha, Bồ Đào Nha, Vương Quốc Anh, Pháp, cũng như các cường quốc châu Âu khác, đã ra sức cạnh tranh để khám phá, chinh phục và thực dân hóa châu Mỹ. từ đó dẫn đến sự hình thành của nhiều dân tộc, nhiều nền văn hóa và quốc gia mới.
Cho đến nay vẫn còn có nhiều tranh luận xung quanh việc sử dụng từ "khám phá" hay "phát hiện" để nói đến chuyến đi của Columbus; nhiều học giả cho rằng cụm từ này chỉ nên dành cho những người đầu tiên đặt chân lên châu lục này cách đây khoảng 14.000 năm, hoặc ít ra là cho những người Viking đại diện cho văn minh Châu Âu khi đến Châu Mỹ vào thế kỷ thứ 10.
Bài viết này sẽ chỉ chú trọng vào sự kiện "khám phá ra Châu Mỹ", bao hàm ý nghĩa vừa là một chuỗi các chuyến hành trình mà người Tây Ban Nha đã thực hiện để đi đến châu Mỹ, vừa là sự giao thoa giữa các nền văn hóa xảy ra cùng thời điểm này, khác với quá trình lịch sử diễn ra tiếp theo sau đó là việc các vương triều châu Âu chinh phục châu Mỹ. Chính sự gặp gỡ giữa các hai nền văn minh này đã tạo ra những ảnh hưởng sâu sắc đến cả hai thế giới.

## Bối cảnh
Một vài năm trước khi Columbus tìm ra châu Mỹ, người Bồ Đào Nha đã thực hiện nhiều chuyến đi tới Ấn Độ dọc theo bờ biển Châu Phi và xuyên qua Ấn Độ Dương theo hướng từ tây sang Đông. Những chuyến đi này đã khiến các nhà thám hiểm châu Âu khác cho rằng họ có thể đi đến khu vực Đông Á nếu đi vòng bằng đường biển sang phía tây. Christopher Columbus bảo vệ giả thuyết rằng đường kính của Trái Đất đủ ngắn để người ta có thể đi thuyền từ châu Âu sang châu Á theo hướng tây. Năm 1492 ông đã giành được sự ủng hộ và bảo trợ tài chính từ vua và nữ vương xứ Castilla và Aragon của Tây Ban Nha, để thực hiện một chuyến thám hiểm mà đã vô tình đưa ông tới bờ biển châu Mỹ. 
Bên cạnh khám phá của Cô-lôm-bô, hiện nay chúng ta cũng đã tìm thấy nhiều bằng chứng về những mối liên hệ xuyên Đại Tây Dương từ trước thời Cô-lôm-bô. Nhiều di chỉ khảo cổ đã chứng minh người Viking cổ đã đến định cư ở Terranova trước khi có mặt Cô-lôm-bô ở lục địa này, nhưng các khu định cư này sau đó đã bị bỏ hoang và cũng không để lại nhiều tác động đến đời sống của người dân bản địa. Bên cạnh đó cũng có một số các hiện vật và dấu vết nguồn gene cho thấy nhiều nhóm người Mã Lai-Polynesia đã đi thuyền đến bờ biển Nam Mỹ trước thời Cô-lôm-bô. Tuy nhiên, cả hai nhóm người này đều không để lại một tác động nào đáng kể và lâu dài, do đó cũng không thể coi là một sự khám phá một nền văn minh mới do một nền văn minh khác thực hiện được.

## Bốn chuyến đi của Columbus

Những chuyến đi của Colombo

Kể từ chuyến đi thứ hai, người Tây Ban Nha đã song song tiến hành hoạt động thám hiểm và chinh phục bằng vũ trang. Trong vòng 20 năm kể từ năm 1499 cho đến năm 1519, là thời điểm đoàn thuyền của Fernando de Magallanes xuất hiện, hoàng gia Tây Ban Nha cùng với các đoàn thuyền tư nhân khác đã thực hiện các chuyến "thám hiểm và giải cứu", "hành trình nhỏ" hay là "hành trình từ Andalusia", và dần phá vỡ vị thế độc tôn của Colombo. Chuyến hành trình đầu tiên trong số này có sự tham gia của Amerigo Vespucci; ông được coi là người châu Âu đầu tiên cho rằng Colombo đã không đi đến châu Á mà là một lục địa mới chưa từng được châu Âu biết tới. Chính tên của ông đã được lấy để đặt tên cho châu Mỹ (America).

### Chuyến đi đầu tiên

Các tàu La Niña, La Pinta và La Santa María
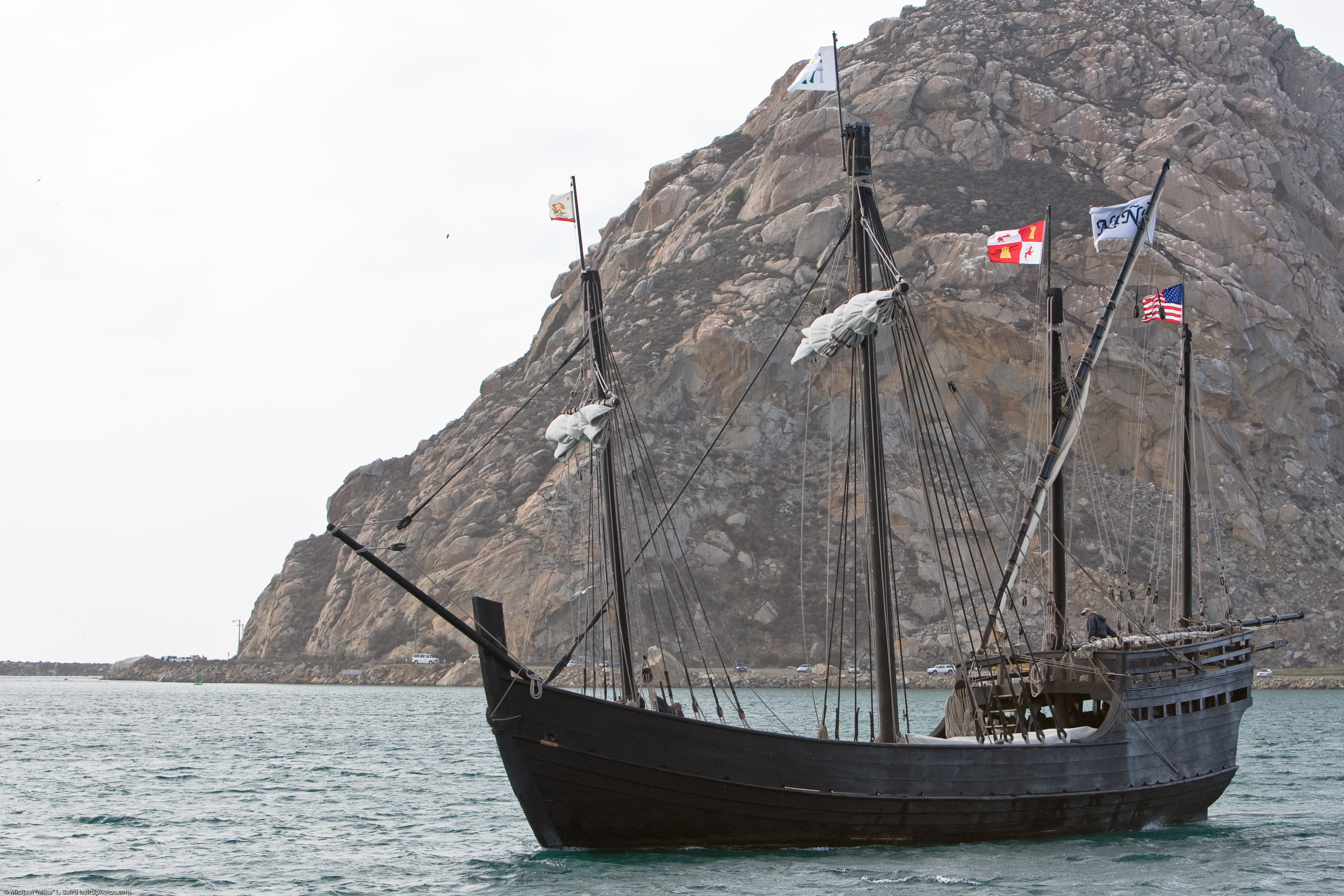
Một tiêu bản không chính xác của tàu La Niña
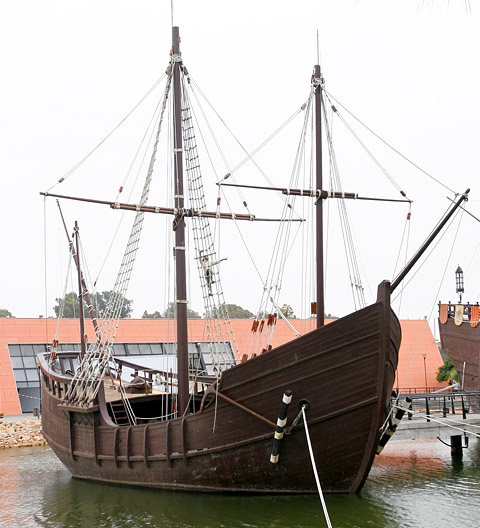
Một tiêu bản không chính xác của tàu La Pinta
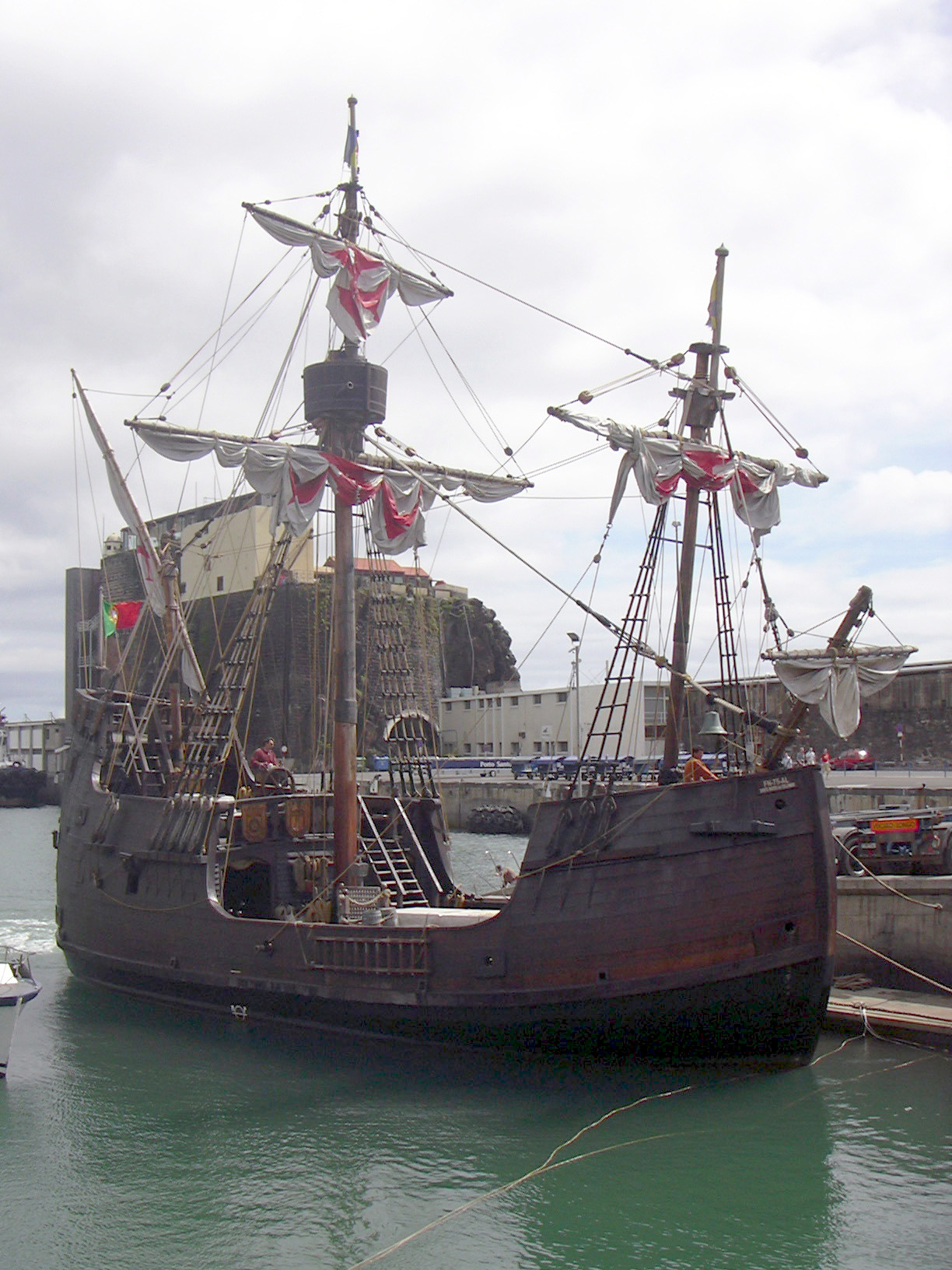
Một tiêu bản không chính xác của tàu La Santa María

Hoàng gia Tây Ban Nha, cụ thể là hoàng hậu Isabel I xứ Castilla, đã quyết định hỗ trợ cho Cristoforo Colombo trong chuyến hành trình vượt Đại Tây Dương sang châu Á. Ngày 17 tháng 4 năm 1492, Colombo đã ký kết Thỏa ước Santa Fe với hoàng gia, trong đó phong tước Đô đốc, Thống sứ, Tổng trấn cho Colombo để ông có danh nghĩa thực hiện chuyến hành trình đến Ấn Độ. Hoàng gia sẽ không hỗ trợ về mặt tài chính cho chuyến đi này, nhưng theo thỏa ước, ông sẽ được giữ lại 10% tổng số của cải mình tìm được. Ngoài ra hai bên còn ký kết một loạt các quyết định khác để tạo điều kiện cho Colombo chuẩn bị cho chuyến đi này. Trong số đó có một quyết định gửi cho làng Palos de la Frontera để trừng phạt một số người dân sở tại.

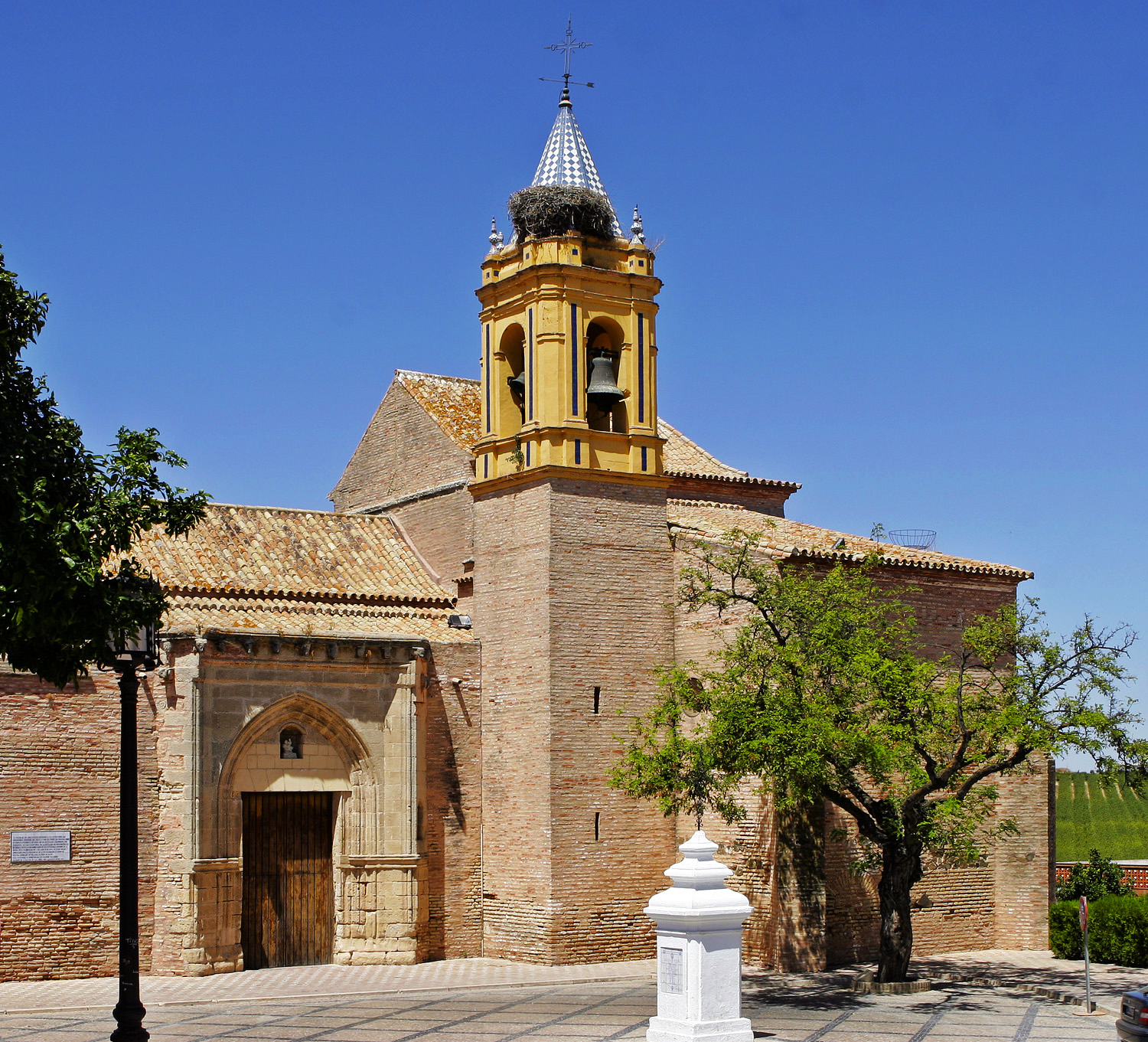
Nhà thờ San Jorge Mártir của làng Palos de la Frontera.

Ngày 23 tháng 5 năm 1492, tại cổng nhà thờ San Jorge (Thánh George) của làng Palos de Frontera, có mặt của Cristoforo Colombo, cha Juan Pérez và các nhà chức trách địa phương, người dân làng đã được thông báo về Sắc lệnh Hoàng gia về yêu cầu một số người dân trong làng phải chuẩn bị 2 thuyền buồm với đầy đủ vũ khí và lương thực theo chỉ đạo của Colombo.
Sắc lệnh Hoàng gia
YÊU CẦU MỘT SỐ NGƯỜI DÂN LÀNG PALOS PHẢI GIAO NỘP CHO CRISTOFORO COLOMBO HAI THUYỀN BUỒM
Granada, 30 tháng 4 năm 1492.
Các người nên biết rằng, vì một số lỗi lầm mà các ngươi đã mắc phải với triều đình, vậy nên Hội đồng hoàng gia đã quyết định phạt các người phải phục vụ trong vòng hai tháng và giao nộp hai thuyền buồm có trang bị vũ khí đầy đủ, phí tổn hoàn toàn do các người chịu, bất kể thời gian và địa điểm được yêu cầu. Và bây giờ, triều đình sẽ cử ông Cristoforo Colombo làm thuyền trưởng của ba thuyền buồm có trang bị để thám hiểm một số vùng ở biển Đại Tây Dương theo như dịch vụ ông cung cấp cho triều đình. Triều đình mong muốn ông Colombo sẽ đem theo hai thuyền buồm mà các người đã chuẩn bị...— Tổng kho lưu trữ về Indias. Ký tên: PATRONATO, 295, N.3.
Những người dân được nhắc đến trong sắc lệnh đã trả lời:
... rằng họ sẵn sàng hoàn thành tất cả những công việc mà Hoàng gia yêu cầu...— Phần cuối sắc lệnh hoàng gia.
Tuy nhiên những người thủy thủ trong vùng lại không phải tuân theo sắc lệnh này, và họ cũng không muốn tham gia đoàn thám hiểm của một người không hề quen biết. Và dù cho họ có tin Colombo hay không, những người dân Palos cũng sẽ không bao giờ nghe theo viên Đô đốc người Ý nếu không có một thủy thủ có uy tín ở địa phương đi cùng. Trước sự phản đối của người dân và thủy thủ ở đây, Colombo đã phải nhờ đến một sắc lệnh khác trong đó cho phép ông tuyển thủy thủ từ các phạm nhân trong vùng. Dù vậy, cuối cùng ông không phải sử dụng đến phương án này.
Đồng thời ông cũng sử dụng một sắc lệnh khác dành cho các làng ven biển ở Andalusia:
...các thành phố, làng mạc và địa điểm dọc bờ biển ở Andalusia cũng như ở trong vương quốc của Hoàng gia (...) các người đều biết rằng Hoàng gia đã cử Cristoforo Colombo lấy ba thuyền buồm để đi đến một số nơi trên biển Đại Tây Dương dưới chức danh thuyền trưởng (...) do đó Hoàng gia yêu cầu tất cả và từng người ở các địa phương và chính quyền phải đáp ứng các yêu cầu của Cristoforo Colombo...— Tổng kho lưu trữ về Indias. Chữ ký: PATRONATO, 295, N.4.
Colombo đã trưng dụng hai thuyền ở Moguer trước sự chứng kiến của công tố viên người địa phương và thông qua một sắc lệnh yêu cầu làng Moguer phải đáp ứng yêu cầu trên ; tuy nhiên mấy con thuyền này sau đó cũng không được đem ra sử dụng. Lúc này ông vẫn chưa thu nhận đủ thuyền viên cần thiết cho chuyến hành trình của mình.
Trong hoàn cảnh đó, nhờ có sự giúp đỡ của các Tu sĩ Dòng Phan Sinh của tu viện La Rábida và của một thủy thủ cao tuổi được kính trọng trong vùng, Colombo đã biết đến Martín Alonso Pinzón, một chủ tàu và thủ lĩnh người địa phương, với của cải và uy tín có được nhờ vào nhiều năm bôn ba trên khắp các biển Đại Tây Dương và Địa Trung Hải. Bên cạnh những lời động viên và ảnh hưởng có được từ những người bạn này, Colombo có thể còn thuyết phục các anh em nhà Pinzón khi đề xuất với Martín Alonso:
Thưa ngài Martín Alonso Pinzon, hãy đi với tôi trong chuyến hành trình này, và nếu chúng ta đến đích và Chúa trời cho chúng ta được tìm thấy miền đất mới, tôi xin hứa trước Hoàng gia rằng tôi sẽ chia sẻ (của cải - người dịch) với ngài như với một người anh em.
Kể từ đó, Martín Alonso đã làm hết sức mình để ủng hộ cho Colombo. Ông đã đóng góp một nửa triệu [[[maravedí]]] từ ngân khố riêng của mình, tương đương một phần ba tổng chi phí bằng tiền mặt của chuyến đi.
và vận động các anh em trai của mình là Francisco và Vicente, cũng như các Anh em nhà Niño, một gia đình thủy thủ nổi tiếng khác trong ở Moguer. Hai gia đình đã giúp Colombo động viên và tìm số thủy thủ cần thiết cho chuyến đi từ Palos, Moguer, Huelva và các khu vực khác lân cận trong vùng. và thậm chí từ các vùng khác ở ngoài Andalusia.
Nhờ có các anh em nhà Pinzón và nhà Niño đứng ra làm thủ lĩnh, các thủy thủ lưu vực sông Tinto-Odiel đã sẵn sàng mạo hiểm tham gia chuyến hành trình.

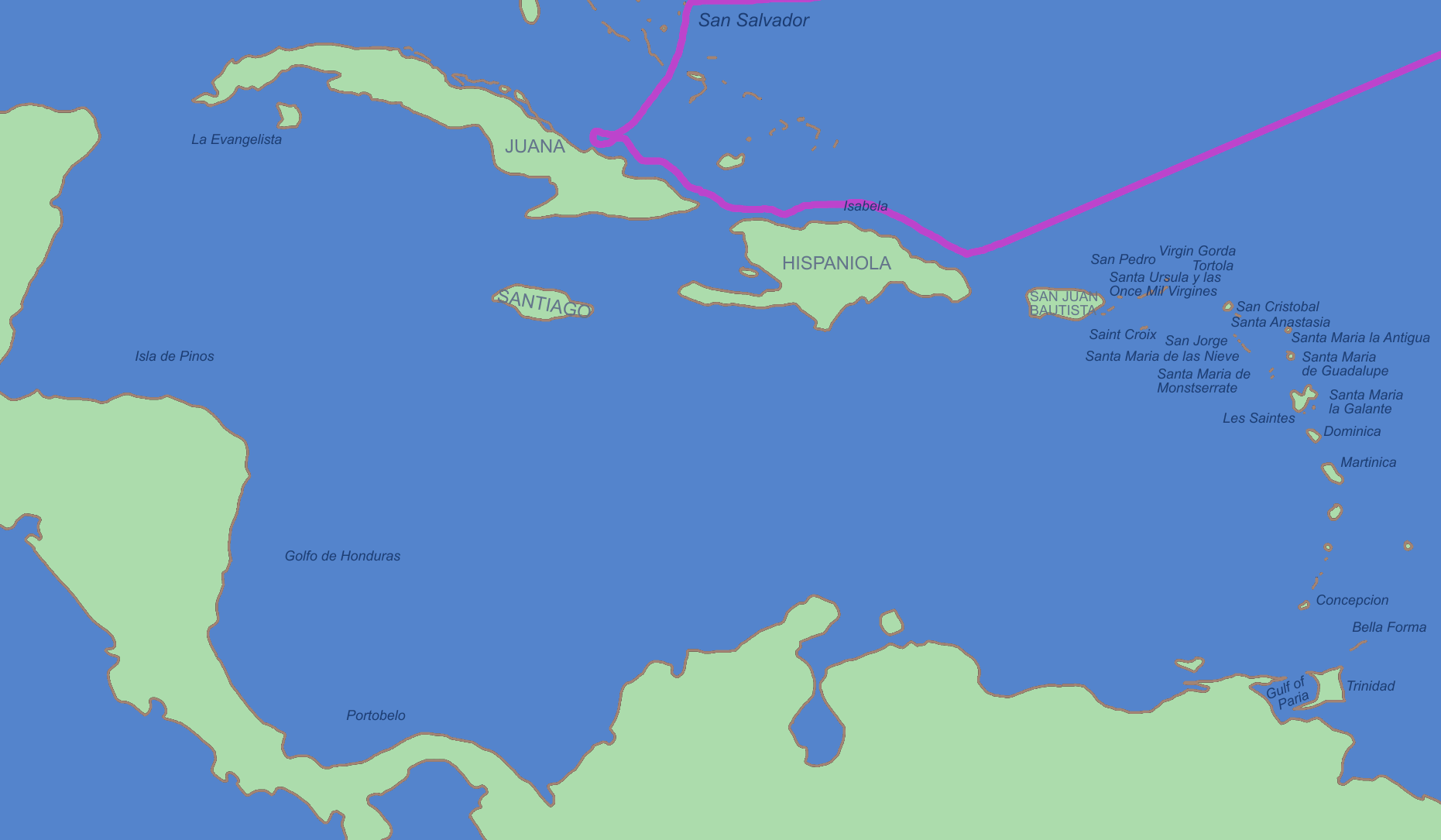
Chuyến hành trình đầu tiên.

Sau khi đã chuẩn bị xong xuôi, ngày 3 tháng 8 năm 1492, đoàn thuyền của Colombo khởi hành từ Cảng Palos, bao gồm ba thuyền buồm Pinta, Niña và thuyền buồm lớn Santa María. Hai tàu La Pinta và La Niña là do anh em nhà Pinzón chọn và được hội đồng (làng) Palos chi trả theo đúng như yêu cầu của quyết định hoàng gia đã nhắc tới ở trên. Đoàn thuyền có tổng cộng khoảng 90 người. Đoàn thuyền dong buồm về phía quần đảo Canarias. Tại đây Colombo đã đến thăm Beatriz xứ Bobadilla và Ulloa, chúa đảo La Gomera. Sau đó ông phải dừng ở đảo Gran Canaria để sửa bánh lái và buồm của tàu La Pinta. Sửa tàu xong, ông ra lệnh cho đoàn thuyền tiếp tục hành trình xuyên Đại Tây Dương vào ngày 6 tháng 9.

#### Đặt chân đến châu Mỹ
Chuyến hành trình đầu tiên không hề dễ dàng. Thậm chí các thủy thủ đã nhiều lần âm mưu nổi loạn, nhưng đã nhanh chóng được dàn xếp ổn thỏa nhờ có tài lãnh đạo của Martín Alonso Pinzón. Đúng vào thời điểm khi tất cả những tính toán và dự liệu của Colombo có vẻ đã chệch hướng, thì ông nghe thấy một thủy thủ hét lên «Đất liền! Đất liền!» từ phía tàu La Pinta. Lúc đó là 2 giờ sáng ngày [[12 tháng 10
Trong nhật ký của mình, Colombo đã tóm tắt lại thời điểm đoàn thuyền cập bờ hòn đảo Guanahaní như sau:
Thứ năm ngày 11 tháng 10: Vào lúc hai giờ sau nửa đêm, đất liền hiện ra và cách chúng tôi khoảng hai hải lý. Các thủy thủ liền căng buồm lên và tập trung ở cột buồm chính và đợi cho đến sáng hôm thứ sáu. Đoàn thuyền đi đến một hòn đảo của người Lucayos có tên là Guanahaní trong tiếng Anh-điêng. Sau đó xuất hiện nhiều người ở truồng, và sau đó đô đốc chỉ huy lên một chiếc thuyền nhỏ có trang bị vũ khí, cùng với Martín Alonso Pinzón và em trai Vicente Yáñez là thuyền trưởng tàu Niña, đi lên bờ. Đô đốc lấy cờ của nhà vua ra và các thuyền trưởng lấy 2 lá cờ Chữ Thập Lam mà Đô đốc vẫn mang theo suốt chuyến hành trình làm cờ hiệu; hai cờ mang hai chữ cái F (đại diện cho tên vua Fernando) và Y (đại diện cho tên nữ hoàng Isabel), trên đầu mỗi chữ cái có một vương miện, và đứng ở giữa là một cây thập tự. Trên đảo có cây rất xanh và rất nhiều nước và hoa quả nhiều loại khác nhau. Đô đốc gọi hai thuyền trưởng đến và gọi số còn lại đi lên bờ, và gọi Rodrigo de Escobedo, công chứng viên của toàn bộ hạm đội, và gọi Rodrigo Sánchez de Segovia, và bảo họ chứng nhận rằng ngài, trước mặt mọi người, thay mặt Đức vua và Nữ hoàng chủ nhân của ngài, nắm quyền sở hữu hòn đảo này. […] Sau đó có rất nhiều người dân đảo xuất hiện.
Người Taíno vốn sinh sống trên hòn đảo này. Trích đoạn ở trên là trường hợp đầu tiên mà người châu Âu sử dụng cụm từ «anh-điêng» để chỉ cộng đồng dân cư bản địa châu Mỹ nói chung. Cách gọi này xuất phát từ sai lầm của người châu Âu cho rằng đảo Guanahaní nằm ở phía đông của lục địa châu Á và họ đã đặt chân đến Ấn Độ. Trong hải trình của mình, Colombo đã miêu tả lại ấn tượng lần đầu của ông đối với người thổ dân trên đảo như sau:
Thứ 5, ngày 11 tháng 10: Sau đây là lời của Đô đốc, có ghi lại trong cuốn sách về chuyến đi đầu tiên của ông và về phát hiện ra những người Anh-điêng này. «Tôi –ông nói-, vì họ đã rất thân thiện với chúng ta, vì tôi biết rằng họ là người tốt và họ nên học hỏi và chuyển sang Đức tin của chúng ta bằng tình yêu chứ không bằng vũ lực, tôi đã cho vài người trong số họ một số mũ nhiều màu và một số hạt thủy tinh để đeo vào cổ, và một số đồ khác không có nhiều giá trị, và họ đã rất vui và chúng tôi thấy rất tuyệt. Họ sau đó đã bơi đến chỗ thuyền của chúng tôi, và mang theo vẹt, sợi bông cuốn thành quả bóng, và lao, và rất nhiều thứ khác nữa để trao đổi với chúng tôi lấy những gì họ đã được tặng, như mũ và chuông. Cuối cùng mọi người đều thấy rằng họ rất có thiện chí. Nhưng tôi nghĩ rằng nhìn chung họ rất nghèo. Họ ăn ở trần truồng như khi mới lọt lòng, và kể cả phụ nữ cũng thế, mặc dù tôi chỉ thấy duy nhất một cô gái. Và tất cả những người tôi gặp đều còn trẻ, không có ai mà tôi thấy là có quá ba mươi tuổi: rất khỏe, có cơ thể rất đẹp và mặt rất ưa nhìn: mái tóc dày như lông đuôi ngựa, và ngắn: tóc cắt ngắn trên lông mày, trừ một nhúm tóc ở đằng sau thì họ nuôi dài không bao giờ cắt. Người họ có tô màu đen, da họ giống màu da người dân đảo Canarias, không đen cũng không trắng, họ còn tô màu trắng, nhiều màu, có người vẽ lên mặt, vẽ lên cả người, vẽ ở mỗi mắt, vẽ ở mỗi mũi. Họ không có vũ khí và cũng không biết đó là gì, vì tôi cho họ xem thanh kiếm và họ cầm vào tay và bị cắt tay mà không để ý. Họ không có sắt: mấy thanh lao của họ chỉ là que gỗ không có đầu bằng sắt, và một số thứ có đầu bằng răng cá hoặc các vật khác.
Người Taíno có một xã hội nông nghiệp khá tiến bộ, chủ yếu phụ thuộc vào canh tác các giống cây ngô, sắn và bông, bên cạnh các cây trồng quan trọng khác như lạc, ớt, dứa, khoai lang và cây thuốc lá. Chính Colombo đã kể lại trong nhật ký của mình rằng người dân ở đây trồng bí và bông và có nhà và trang trại đầy bóng cây.

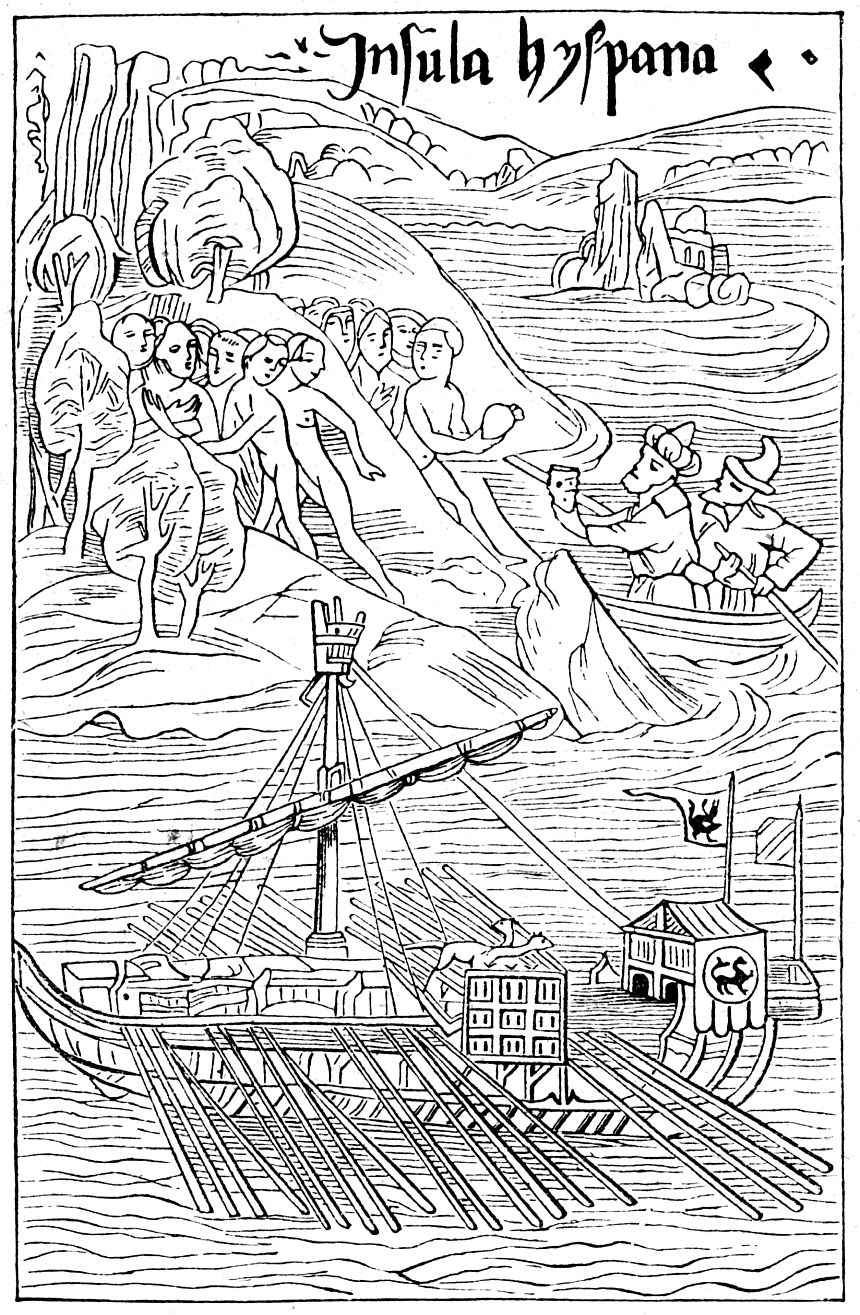
Colombo cập bờ Guanahaní.

Người thổ dân Taíno và người Tây Ban Nha đã trao đổi các vật phẩm trong hòa bình, nhưng người dân ở đây không sở hữu vàng, thứ mà người Tây Ban Nha đang tìm kiếm. Ngày hôm sau Colombo ghi lại trong nhật ký rằng:
Thứ bảy, ngày 13 tháng 10: Trong khi tôi đang cố gắng tìm hiểu xem ở đây có vàng hay không, thì tôi thấy một số người trong số họ có đeo một thứ xuyên qua lỗ mũi. Theo như cách họ ra dấu thì tôi hiểu rằng đi về phía nam hoặc đi tàu đến phía nam hòn đảo sẽ có một ông vua với nhiều bình to đựng vàng, và ông ta có rất nhiều vàng.
Tuy nhiên, mặc dù người Taíno và người Tây Ban Nha có mối quan hệ rất tốt, Colombo đã nghĩ đến việc biến người dân Guanahaní thành nô lệ:
Chủ nhật, ngày 14 tháng 10: ta có thể bắt tất cả đến Castilla (Tây Ban Nha) hoặc giữ họ trên đảo làm tù nhân; với năm mươi người là đủ để khuất phục họ và bắt họ làm gì tùy thích.
Hải trình của Colombo sau đó tiếp tục tới đảo Cuba, nơi ông đặt tên theo thánh Juana và sau đó đi đến đảo La Española. Ngày 25 tháng 12 tàu Santa María bị mắc cạn và ông đã sai thủy thủ đoàn lấy những gì còn sử dụng được để xây Pháo đài La Navidad. Ở đây ông cho bố trí một nhóm quân đồn trú.
Ngày 15 tháng 1 năm 1493, Colombo quyết định rời đảo. Đến ngày 16 hai tàu La Pinta và La Niña đã rời La Española để quay trở về Tây Ban Nha. Colombo chỉ huy đoàn thuyền từ tàu La Niña. Ông mang theo rất nhiều đồ đạc thu nhặt được trong suốt chuyến đi và 10 người thổ dân, 2 trong số đó là các con trai của tù trưởng Guacanagari. Ngày 14 tháng 2 năm 1493, trên đường trở về Tây Ban Nha, đoàn thuyền gặp phải một cơn bão lớn và thiếu chút nữa là đắm tàu. Những trận mưa như trút đã làm hai con tàu lạc mất nhau. Tàu La Pinta bị đẩy đến cảng Bayona, và đến ngày 15 tháng 3 thì trở về cảng Palos. Martín Alonso de Pinzón ốm rất nặng và cuối cùng qua đời vào ngày 31 tháng 3 tại La Rábida. Về phần mình, Colombo phải cho tàu La Niña cập bờ tại khu vực quần đảo Azores. Ngày 15 tháng 3 ông trở về cảng Palos. Sau đó ông đã đi đến Barcelona để thông báo cho các Vương quân Công giáo về phát hiện của mình.

### Chuyến đi thứ hai

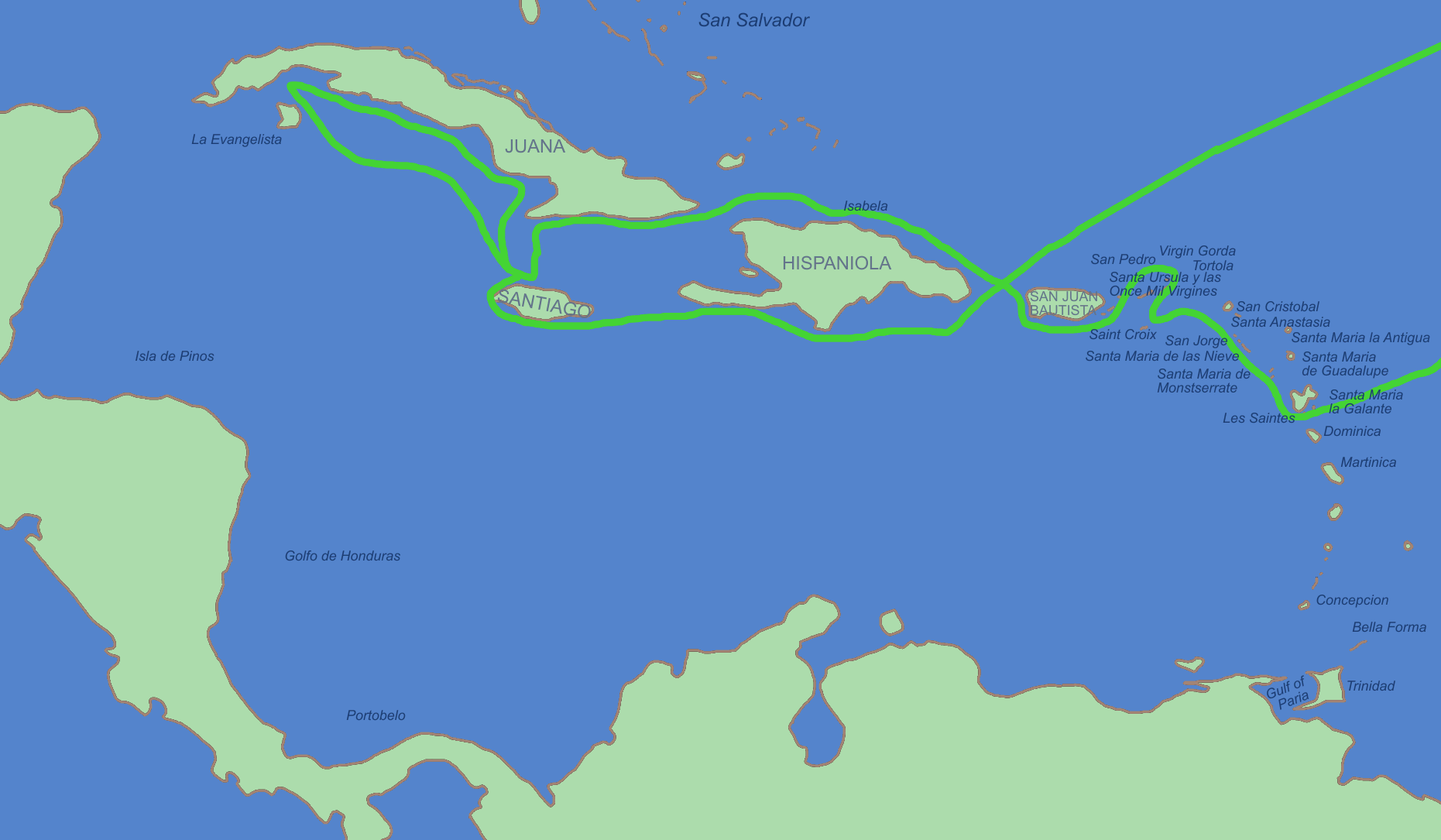
Chuyến đi thứ hai

Chuyến đi thứ hai của Cristoforo Colombo xuất phát từ Cádiz ngày 24 tháng 9 năm 1493. Mục tiêu của đoàn thám hiểm lần này là xây dựng lãnh địa của người Tây Ban Nha tại những khu vực đã được khám phá và tìm đường đi đến Ấn Độ và Trung Hoa. Hòn đảo đầu tiên đoàn đặt chân đến là đảo La Deseada vào ngày 3 tháng 11. Sau đó họ phát hiện ra Puerto Rico và đi đến đảo La Española. Pháo đài La Navidad dựng tại đây từ trước đã bị phá hủy từ một đợt tấn công của tù trưởng Ca-ri-bê Caonabo. Ngày 6 tháng 1 năm 1494 họ đã dựng lên thành Villa Isabela trên hòn đảo này.
Đoàn tiếp tục hành trình thám hiểm và đi dọc theo bờ biển các đảo Juana (Cuba) và Santiago (Jamaica). Đến khoảng cuối năm 1494 đầu năm 1495 đoàn dong buồm đi về phía Nam.
Sau đó, đoàn trở về Cadiz, Tây Ban Nha ngày 11 tháng 6 năm 1496.